# Monoedus pubescens
Monoedus pubescens es una especie de coleóptero de la familia Zopheridae.

## Distribución geográfica
Habita en Guadalupe (Francia) (América).